# 진명여자고등학교 여자 정구단
숙명여자고등학교 여자 정구단(進明女子高等學校女子庭球團)은 대한민국 서울특별시에 있었던 정구 선수단이다. 진명여자고등학교가 운영했던 U-18 여자 정구단이며, 1923년 이전에 창단되었고 1975년 이후에 해단되었다.

## 시즌별 성적
| 시즌 | 대회                            | 종목      | 참가 | 경기 | 승 | 무 | 패 | 순위 |
| ---- | ------------------------------- | --------- | ---- | ---- | -- | -- | -- | ---- |
| 1923 | 동아일보기 전국소프트테니스대회 | 여자 단체 | 8    | 3    | 3  | 0  | 0  | 우승 |
| 1924 | 동아일보기 전국소프트테니스대회 | 여자 단체 | 9    | 1    | 0  | 0  | 1  | 8강  |
| 1925 | 동아일보기 전국소프트테니스대회 | 여자 단체 | 9    | 1    | 0  | 0  | 1  | 9위  |

## 수상 기록
| 시즌 | 대회                                       | 수상           |
| ---- | ------------------------------------------ | -------------- |
| 1923 | 동아일보기 전국소프트테니스대회 18세이하부 | 여자 단체 우승 |

## 참고 문헌
- “스포츠지원포털 등록 현황”. 대한체육회.
- “대한체육회 국내종합경기대회”. 대한체육회.
- 《대한체육회 50년》. 대한체육회. 1970. 2020년 11월 8일에 원본 문서에서 보존된 문서. 2022년 11월 5일에 확인함.
- 《대한체육회 70년사》. 대한체육회. 1990. 2020년 11월 8일에 원본 문서에서 보존된 문서. 2022년 11월 5일에 확인함.
- 《대한체육회 90년사》. 대한체육회. 2011. 2020년 11월 8일에 원본 문서에서 보존된 문서. 2022년 11월 5일에 확인함.
- 대한체육회 100주년 기념사업부 (2020). 《대한민국 체육 100년》. 대한체육회. 2023년 9월 21일에 원본 문서에서 보존된 문서. 2024년 5월 25일에 확인함.

## 같이 보기
- 진명여자고등학교